# Московски централен пръстен
Московският централен пръстен (на руски: Московское центральное кольцо (МЦК)) е кръгова пътническа железопътна линия в Москва, открита през 2016 г.
От юг линията преминава близо до градския център – покрай Градинския пръстен (Садовое кольцо) от проспекти, а на север се отдалечава от него.
Линията частично е интегрирана с Московското метро чрез свързани (с преходи) транспортни възли и варианти за общо заплащане на превози.